# Aéroport international de Queenstown
L'aéroport international de Queenstown est situé à Frankton dans la région de l'Otago en Nouvelle-Zélande et dessert la ville touristique de Queenstown. L'aéroport est situé à 8 km du centre-ville. En juin 2011, plus de 900 000 passagers ont fréquenté l'aéroport. Il est actuellement le 4e aéroport néo-zélandais par trafic de passagers.

## Situation
| \| 50 km1:2 365 000 \| Kapiti Auckland Wellington Chatham · Tuuta Christchurch Dunedin Gisborne Great Barrier Greymouth Hamilton Hokitika Invercargill Kaikoura Kaitaia Kerikeri Nelson New Plymouth North Shore Palmerston North Picton Queenstown Timaru Rotorua Stewart Takaka Taupo Tauranga Wanaka Westport Whakatane Whanganui Whangarei Whitianga Woodbourne |
| 50 km1:2 365 000 |

## Statistiques
Pour des raisons techniques, il est temporairement impossible d'afficher le graphique qui aurait dû être présenté ici.

Voir la requête brute et les sources sur Wikidata.

## Compagnies aériennes et destinations
| Compagnies       | Destinations                                                                          |
| ---------------- | ------------------------------------------------------------------------------------- |
| Air Milford      | Milford Sound (en), Te Anau (en)                                                      |
| Air New Zealand  | Auckland, Brisbane,, Christchurch, Melbourne-Tullamarine, Sydney-K. Smith, Wellington |
| Glenorchy Air    | Milford Sound (en)                                                                    |
| Jetstar          | Auckland, Gold Coast-Coolangatta, Melbourne-Tullamarine, Sydney-K. Smith, Wellington  |
| Qantas           | Sydney-K. Smith En saison : Brisbane, Melbourne-Tullamarine                           |
| Virgin Australia | Brisbane, Melbourne-Tullamarine, Sydney-K. Smith                                      |

Édité le 18/02/2020